# 南寧呉圩国際空港
南寧呉圩国際空港（なんねいごきょこくさいくうこう）は、中華人民共和国・広西チワン族自治区南寧市江南区呉圩鎮に位置する国際空港である。

## 概要
南寧市の32km程の位置にあり、IATA空港コードはNNG。ICAOコードはZGNN。全長 2,700メートルの滑走路1本を有する空港である。
2014年9月25日、第2ターミナルが開業した。

## 主な就航航空会社
- 中国国際航空 （北京/首都、成都、ホーチミンシティ）
- 華夏航空 （貴陽）
- 中国東方航空 （上海/虹橋、昆明、ハノイ）
- 中国南方航空 （北京/首都、上海/虹橋、広州、長沙、重慶、海口、香港、昆明、汕頭、深圳、文山、武漢、珠海、静岡、バンコク/スワンナプーム）
- 海南航空 （北京/首都、重慶、貴陽、海口）
- 北部湾航空 （海口、青島、重慶、義烏）
- 香港航空 （香港）
- キャセイドラゴン航空 （香港） (2018年1月〜)
- 上海航空 （上海/虹橋）
- 深圳航空 （北京/首都、上海/虹橋、広州、成都、南京、青島、深圳）
- 四川航空 （成都、ジャカルタ、ホーチミンシティ、シンガポール[1]）
- 厦門航空 （深圳）
- マカオ航空 （マカオ）
- ロイヤルブルネイ航空 （バンダルスリブガワン）

## アクセス
- バス 
  - 南寧駅方面 30分間隔
  - 江南バスターミナル、万象城、埌東バスターミナル方面 1時間間隔
  - 西郷塘動物園方面